# Майтенбет
Майтенбет (нем. Maitenbeth) — община в Германии, в земле Бавария. 
Подчиняется административному округу Верхняя Бавария. Входит в состав района Мюльдорф-на-Инне.  Население составляет 1917 человек (на 31 декабря 2010 года). Занимает площадь 30,94 км².
С территории коммуны берет начало река Изен.
Коммуна подразделяется на 58 сельских округов.